# آدرین گودسون
آدرین گودسون (انگلیسی: Adrienne Goodson؛ زادهٔ october ۱۹, ۱۹۶۶ (۵۸ سال)) بازیکن بسکتبال اهل ایالات متحده آمریکا است.
وی در مسابقات کشوری و بین‌المللی در مجموع برندهٔ ۱ مدال طلا شده‌است.